# Manfred Brüning (Radsportler)
Manfred Brüning (* 26. Juni 1939 in Lüdendorf; † 24. März 1964 in Ost-Berlin) war ein deutscher Radrennfahrer, der in der DDR aktiv war. 

## Leben
Manfred Brüning absolvierte nach der Schulausbildung eine Ausbildung als Fleischer. Ab 1956 begann er, organisiert Radsport zu betreiben.

### Sportliche Karriere
Seine ersten Erfolge errang er bei Querfeldein-Rennen, als er 1957 DDR-Jugendmeister (Jugend A) wurde.
Am 8. Februar 1959 gewann Brüning in Erfurt die 7. Meisterschaft der DDR-Radsportler im Querfeldeinfahren über 24 km in einer Zeit von 51:53 min. Zu Platz zwei reichte es für ihn im Juni bei der Berliner Straßenmeisterschaft hinter dem Sieger Kurt Müller. Seine ersten internationalen Straßenrennen bestritt er ebenfalls 1959, als er die letzte Etappe der Polen-Rundfahrt gewann und an deren Ende Gesamtzehnter wurde.
Bei der Ägypten-Rundfahrt 1960 erkämpfte er sich den zweiten Platz, nachdem er ebenfalls eine Etappe gewonnen hatte.
In den Jahren 1961 bis 1963 wurde er mit dem SC Dynamo Berlin dreimal Straßen-Mannschaftsmeister der DDR. Bei den DDR-Meisterschaften im Einzelstraßenrennen 1962 wurde Brüning DDR-Vizemeister.
Bevor Brüning 1963 für das Drei-Länder-Etappenrennen Internationale Friedensfahrt nominiert wurde, hatte er ein Studium zum Diplomsportlehrer aufgenommen. Bei der Friedensfahrt belegte er den 19. Platz und wurde mit der DDR Mannschaftssieger. 
1963 wurde ihm der Vaterländische Verdienstorden in Bronze verliehen.

### Tod
Auch 1964 gehörte Brüning wieder zum Kandidatenkreis für die Friedensfahrt. Noch vor Nominierung der Mannschaft wurde er am 24. März 1964 an der Berliner Kreuzung Kleine Alexander- und Hirtenstraße auf seinem Rad fahrend in einen Verkehrsunfall mit einem Lastkraftwagen verwickelt, wodurch er sich schwere Verletzungen zuzog. Trotz Notoperation in einem Krankenhaus verstarb Brüning an den Folgen seiner Verletzungen. Aus dem Unfallbericht der Volkspolizei ging hervor, dass Brüning vermutlich die Vorfahrt des von rechts kommenden LKW missachtet hatte.
Nach seiner Aufbahrung im Clubhaus des SC Dynamo Berlin wurde Brünings Sarg zum Wohnort seiner Eltern nach Dietersdorf bei Treuenbrietzen überführt, wo er am 1. April unter großer Anteilnahme der Bevölkerung beigesetzt wurde.

## Familie
Manfred Brüning war seit 1963 mit seiner Frau Hanna verheiratet.